# Mirza zaza
Mirza zaza es una especie de lémur ratón gigante. Tiene una cola larga y peluda y su tamaño es similar al de una ardilla. 
Los científicos creían hasta ahora que existía sólo un tipo de lémur ratón gigante dividido en dos poblaciones, una al oeste y otra al norte de Madagascar.
Sin embargo, los datos morfológicos, genéticos y de conducta recogidos, mostraron que son especies distintas desde hace unos dos millones de años.